# Гарі Стівен Роббат
Гарі Стівен Роббат (англ. Gary Steven Robbat, малай. Gary Steven Robbat; нар. 3 вересня 1992) — малайзійський футболіст, півзахисник клубу «Сабах» та збірної Малайзії. Відомий за виступами в низці малайзійських клубів та національній збірній країни.

## Клубна кар'єра
Гарі Роббат розпочав займатися футболом у футбольній школі «Букіт Джаліл Спорт Клуб». Розпочав виступи у професійному футболі в 2008 році, і до кінця 2014 року грав у складі команд «Харімау Муда» і «Харімау Муда А», в яких грали футболісти молодіжної збірної Малайзії різних вікових груп. На початку 2015 року футболіст перейшов до складу клубу «Джохор Дарул Тазім», та грав у його складі до кінця 2021 року, за виключенням коротривалої оренди в клубі «Мелака Юнайтед». У складі команди футболіст став семиразовим чемпіоном країни, кількаразовим володарем Кубка Малайзії та Суперкубка Малайзії. З 2022 року Гарі Роббат грає у складі «Сабах».

## Виступи за збірну
З 2008 року Гарі Роббат грав у складі молодіжної збірної Малайзії. У складі олімпійського варіанту збірної Роббат грав на Азійських іграх 2010 і 2014 років. З 2011 року футболіст грає у складі національної збірної Малайзії, проте за цей час він зіграв у складі національної збірної лише 11 матчів.

## Титули і досягнення
- Чемпіонат Малайзії: 2015, 2016, 2017, 2018, 2019, 2020, 2021
- Володар Кубка Малайзії: 2017, 2019
- Володар Суперкубка Малайзії: 2015, 2016, 2018, 2019, 2020, 2021
- Володар Кубка АФК: 2015